# (8648) Salix
(8648) Salix (1989 RJ) – planetoida z pasa głównego asteroid okrążająca Słońce w ciągu 3,4 lat w średniej odległości 2,26 au. Odkryta 2 września 1989 roku.